# حرجند
حرجند، روستایی از توابع بخش کوهساران شهرستان راور در استان کرمان ایران است.

## تاریخچه
حرجند در ۸۸ کیلومتری جنوب شرق شهرستان راور قرار گرقته است این دهستان با۲۱۱۸/۷۴۹کیلومتر مربع مساحت ۴۲درصد از وسعت بخش کوهساران را در بر می‌گیرد موقعیت طبیعی تپه ای به مختصات طول جغرافیایی۵۷/۰۹ و عرض جغرافیایی۳۰/۴۱ و ارتفاع متوسط ۲۳۲۰ مترکه در ۲۹ کیلومتری جنوب شرق شهر هجدک و ۳۴ کیلومتری شمال شرق شهر چترود قرار گرفته‌است.
اب و هوا: بری و خشک معتدل تا خنک
رودها و منابع اب: قنات رقعه کبیره، قنات حرجند، چشمه کوه نیمانگ و رودخانه فصلی در غرب آبادی (این رودخانه الان دیگه جریان ندارد)
پوشش نباتی
گیاهان دارویی: آویشن، آلاله، زیره، گل گاو زبان، گل ختمی، خاکشیر، پونه، بومادران، بالنگ، اشترک، کاکوتی، ازگن و گل بابونه.
گیاهان صنعتی: انغوزه و گون
گیاهان علوفه ای: درمنه، شور، گندبور، قیچ، کنگر، لاشی، هریشو، کلغر، کما و فرمه. گونه‌های درختی و درختچه ای: گز، بنه، انجیر، زرشک (زارچ)، بادام کوهی و کتیرا.
حیوانات: گاو، گوسفند، الاغ، و از طیور مرغ.
گذشته ده براساس اسناد و مدارک مکتوب: آنچه در جلد هشتم لغت نامه دهخدا دربارهٔ روستا آمده‌است
به شرح زیر می‌باشد:
حرجند نام یکی از دهستانهای بخش مرکزی شهرستان کرمان است. این دهستان در شمال شهر کرمان واقع و حدود ان :از شمال به بخش راور، از خاور به بخش شهداد، از جنوب به بخش درختنگان، از باختر به دهستان زنگی آباد و حتکن. منطقه ای است کوهستانی و دامنه ای با هوای سردسیر دو رودخانه در این دهستان جاری است، یکی از مرکز دهستان به خاور به طرف شهداد و دیگری از مرکز به طرف جنوب باختری جاری و به اراضی چترود منتهی می‌شود. محصولات عمده ان حبوبات، تریاک، سیب زمینی و میوه جات است. انار ان به خوبی مشهور است. شغل مردم زراعت، مکاری و صنایع دستی قالی بافی با نقشه است. زبان فارسی، مذهب شیعه است. راه فرعی راور از این دهستان می‌گذرد این دهستان از ۱۳۵ آبادی کوچک و بزرگ تشکیل شده‌است. جمعیت ان حدود ۵۸۰۰ نفر است. مرکز دهستان قریهٔ حرجند و قریه‌های مهم ان به شرح زیر می‌باشد:
چترود، سردر، ده زیار، سراسیاب شش، هوتک، معدن ذغال سنگ که اخیراً در این دهستان کشف شده‌است (از فرهنگ لغت جغرافیایی ایران جلد۸).
اما امروز
به مرکزیت روستای حرجند مشتمل بر ۶۲ روستا، مزرعه و مکان به شرح زیر:
۱ – باداموییه، ۲ – چناروییه، ۳ – خارکوییه، ۴ – دهنو حاج اسماعیل، ۵ – دهنو علی شهری، ۶ – قنات قاضی، ۷ – کریم‌آباد، ۸ – هروز سفلی، ۹ – هروز علیا، ۱۰ – آب بید، ۱۱ – آدوری، ۱۲ – باباکزی، ۱۳ – باغ حسینیه، ۱۴ – جرک، ۱۵ – چشمه درشیش، ۱۶ – چشمه شیشتا، ۱۷ – حرجند، ۱۸ – حسین‌آباد، ۱۹ -خداداد، ۲۰ – درب هزار، ۲۱ – دستوییه، ۲۲– دهوهنگ، ۲۳ – دهوییه، ۲۴ – دیکوییه، ۲۵ – رضاآباد، ۲۶ – رقعه کبیر، ۲۷ – رود غدیر، ۲۸ – رونی، ۲۹ -کوهسار، ۳۰ – سکتوییه، ۳۱ – سرتکر، ۳۲ – شفیع‌آباد، ۳۳ – شیشتوییه، ۳۴ – علی‌آباد، ۳۵ – قنات حاللک، ۳۶ – قنات صالح، ۳۷ – گچ سفلی، ۳۸ –گچ‌علیا، ۳۹ – گزک، ۴۰ – گورک، ۴۱ – گورکانی، ۴۲ – تیموگ، ۴۳ – همت‌آباد، ۴۴ –هنگ، ۴۵ – هیکوییه، ۴۶ – پاچنار، ۴۷ – دهنوگروک، ۴۸ – دهنه تنگل، ۴۹- سراشک، ۵۰ –سهرنگ، ۵۱ – کهنوج، ۵۲ – گروک، ۵۳ – گودگاذر پایین، ۵۴ – مزرعه حسن‌آباد، ۵۵ –دیدی، ۵۶ – محمدآباد، ۵۷ – هور، ۵۸ – قلایه، ۵۹ - حسین‌آباد، ۶۰ – آسیاب، ۶۱ –عصمت‌آباد، ۶۲ – باباشمس.
تذکار – نام روستاهای ردیف ۱۳ و ۲۹ دهستان فوق قبلاً باغ خان و ریشقان بوده که بر اساس این تصویب‌نامه به باغ حسینه و کوهسار تغییر می‌یابد.
گذشته ده براساس گفته مردم
نام ده: حرجند یعنی لشکر آزاد، حر یعنی آزاد و جند یعنی لشکر یا سرباز، این نامگذاری از واقعه کربلا روی این خطه گذاشته شده‌است چرا که از همه جا سربازان جمع شده بودند که به جنگ کربلابروند که خبر آمد جنگ تمام شده سربازان ازادند و چون چون در این محل آزاد شدند عده ای برگشتند و عده ای ماندند و در کنار افراد محلی این اب و خاک را حرجند یعنی سرباز یا لشکر آزاد نامیدند.
سابقه تاریخی این روستا به صدها سال قبل برمیگردد با توجه به سنگ قبرهای به جا مانده در قبرستان این روستا مشخص می‌شود سابقه این روستا حتی به قبل از اسلام بر می‌گردد آنچه مشاهده شده
سنگ قبرهایی که تاریخ آنها بعضاً به سالهای ۲۰۰ و۳۰۰ هجری قمری بازمی‌گردد (که الان اثری از آنها نیست و مفقود شده‌اند).

## اماکن و بناهای تاریخی
۱-کاروانسرای زیر ارسی که در داخل آبادی و در مسیر ارتباطی جاده قدیم شهداد، راور قرار گرفته‌است.
۲-چهار آسیاب ابی در روستا است که عبارتند از: ۱-اسیاب خزر ۲-اسیاب میون ۳-اسیاب پوزه کمر ۴-اسیاب کاروانسرا، آسیاب کاروانسرا کاملاً تخریب شده‌است و از اسیاب‌های دیگر فقط آثاری به جا مانده‌است.
1. درخت چناری که قدمت ان به هزاران سال می‌رسد.
2. دو گرمابه که یکی تخریب و دیگری کاهدان شده‌است.
3. سنگ قبرهایی که قدمت آنها مربوط به هزار سال قبل است و الان موجوذ نمی‌باشند.
4. یک گنبد که به گنبد سلام الله معروف است و نیمی از ان تخریب شده‌است.
5. یک قلعه که در گذشته از ان به عنوان نگهبانی و حراست از ده مورد استفاده قرار می‌گرفته‌است.

کوچه‌ها، خیابانها، میدان‌ها
ورودی هادی پور، ورودی امام خمینی (ره), ۹خیابان و ۱۲کوچه، خیابان شهید ائمی پور، خیابان آزاده موسوی، خیابان شریعتی، خیابان شهید حمامی زاده، خیابان شهید نجفی، خیابان شهید بیرجندی، خیابان شهید شعاعی.
جدایی مکانی و راه‌های ارتباطی
یک طرف راه کرمان، یک طرف راه قنات سه، یک طرف راه گورک و یک طرف راه گروگ و هنک.

## مسکن و تسهیلات
بافت اغلب مساکن روستاهای این دهستان به سورت مجتمع بوده و در گذشته برای ساخت خانه‌ها از سنگ وگل، خشت و گل استفاده می‌شده‌است اما امروزه از اجر و آهن و سیمان همچنین سقف خانه‌ها در گذشته گنبدی بوده‌است اما امروزه اکثر خانه‌ها بازسازی بنیاد مسکن بعد زلزله سال ۱۳۸۳ است. خانه‌های گذشته بزرگ بوده‌است و دارای چندین اتاق ولی خانه‌هایی که بنیاد مسکن ساخته‌است ۴۰ یا ۶۰ متری است به‌طور کلی ۳۰۰ واحد مسکونی در طرح مقاوم‌سازی و باز سازی منازل احداث گردیده‌است و قرار بوده که یک خانه هم به عنوان خانه عالم نیز ساخته شود ولی اقدامی صورت نگرفته‌است.
سیمای ده
شکل سکونت
شکل سکونت در روستا از نوع متمرکز است که منازل حاشیه محور اصلی را اشغال کرده و با کوچه و خیابان‌ها از هم جدا می‌شوند و تأسیسات دیگر در اطراف ان هستند.
محل اماکن عمومی
مدرسه‌ها، غسالخانه و زمینهای کشاورزی در اطراف قرار دارند اما مساجد، تکیه‌ها و حمام‌های عمومی در درون روستا.
محله‌های روستا
این روستا به‌طور کلی چهار محله دارد که عبارتند از:
۱-رقعه که به وسیلهٔ رودخانه فصلی از روستا جدا می‌شود از ابتدای قنات رقعه شروع می‌شود
تا ابتدای زمین‌های کشاورزی
1. پایین ده که از تکیهٔ امام سجاد (ع) شروع می‌شود تا ابتدای زمین‌های کشاورزی
2. بالای ده که از مسجد مسلم ابن عقیل شروع می‌شود تا انتهای باغها
3. وسط ده یا پا چنار که اطراف درخت چنار را گویند.

هر محله برای خود یک مسجد ویک تکیه دارد.

## جمعیت
این روستا در دهستان حرجند قرار دارد و براساس سرشماری مرکز آمار ایران در سال ۱۳۸۵، جمعیت آن ۵۰۹ نفر (۲۱۱خانوار) بوده‌است.